# Pèrdua de càrrega
La pèrdua de càrrega en una canonada o canal, és la pèrdua d'energia dinàmica del fluid a causa de la fricció de les partícules del fluid entre si i contra les parets de la canonada que les conté. Les pèrdues poden ser contínues, al llarg de conductes regulars, o accidentals o localitzades, a causa de circumstàncies particulars, com un estrenyiment, un canvi de direcció, la presència d'una vàlvula, etc, i segueixen l'Equació de Darcy-Weisbach.

## Conducció de líquids

### Pèrdua de càrrega en conducte rectilini
Si el flux és uniforme, és a dir que la secció és constant i, per tant, la velocitat també és constant, el Principi de Bernoulli, entre dos punts es pot escriure de la següent manera:

{\displaystyle y_{1}{\frac {p_{1}}{\rho g}}=y_{2}{\frac {P_{2}}{\rho g}}\sum _{}^{}\lambda }

on:
{\displaystyle \ G} = constant gravitatòria;
{\displaystyle \ Y_{i}} = alçada geomètrica en la direcció de la gravetat en la secció {\displaystyle \ i=1} o {\displaystyle \ 2};
{\displaystyle \ P} = pressió al llarg de la línia de corrent;
{\displaystyle \ \rho } = densitat del fluid;
{\displaystyle \ \sum _{}^{}\lambda } = pèrdua de càrrega; {\displaystyle \ \sum _{}^{}\lambda =J.L}; on {\displaystyle \ L} és la distància entre les seccions 1 i 2, i, {\displaystyle \ J} la variacio en la pressió manomètrica per unitat de longitud o pendent piezomètrica, valor que es determina empíricament per als diversos tipus de material, i és funció del radi hidràulic i de la rugositat de les parets i de la velocitat mitjana de l'aigua.

### Expressions pràctiques per al càlcul
Per tubs plens, on {\displaystyle \mathbb {R} ={\frac {D}{4}}}, la fórmula de Bazin es transforma en:

{\displaystyle \ J=0,000857\cdot \left(1{\frac {2\gamma }{\sqrt {D}}}\right)^{2}\cdot {\frac {q^{2}}{D^{5}}}}

Els valors de {\displaystyle \ \gamma } són:
0,16 per a tubs de acer sense soldadura
0,20 per tubs de ciment
0,23 per tubs de ferro colat
Simplificant l'expressió anterior per a tubs de ferro colat:

{\displaystyle \ J=0,0019\cdot q^{2}\cdot D^{-5,32}}

La fórmula de Kutta, de la mateixa manera es pot simplificar:
 Amb m = 0,175 ; {\displaystyle \ J=0,0012\cdot q^{2}\cdot D^{-5,26}}
 Amb m = 0,275 ; {\displaystyle \ J=0,0016\cdot q^{2}\cdot D^{-5,26}}
 Amb m = 0,375 ; {\displaystyle \ J=0,0020\cdot q^{2}\cdot D^{-5,26}}

### Pèrdues de càrrega localitzades
Les pèrdues de càrrega localitzades o accidentals s'expressen com una fracció o un múltiple de l'anomenada " alçada de velocitat " de la forma:

{\displaystyle h_{v}=K\left({\frac {V^{2}}{2g}}\right)}

On:
{\displaystyle \ H_{v}} = pèrdua de càrrega localitzada;
{\displaystyle \ V} = velocitat mitjana de l'aigua, abans o després del punt singular, conforme el cas;
{\displaystyle \ K} = Coeficient determinat en forma empírica per a cada tipus de punt singular
La següent taula dona alguns dels valors de  K  per a diferents tipus de punt singulars:
| Tipus de singularitat                  | K                          |
| -------------------------------------- | -------------------------- |
| Vàlvula de comporta totalment oberta   | 0,2                        |
| Vàlvula de comporta meitat oberta      | 5,6                        |
| Corba de 90 º                          | 1,0                        |
| Corba de 45 º                          | 0,4                        |
| Vàlvula de peu                         | 2,5                        |
| Desemboquen (entrada en una canonada)  | 0,5                        |
| Sortida d'una canonada                 | 1,0                        |
| Eixamplament brusc                     | (1 - (D 1 /D 2 ) 2 ) 2     |
| Reducció brusca de secció (Contracció) | 0,5 (1 - (D 1 /D 2 ) 2 ) 2 |

## Conducció de gasos
El diàmetre d'una canonada per a conducció de gas es tria en funció de la densitat del gas, la caiguda de pressió admissible i la velocitat de circulació de gas. La pressió del gas a l'interior d'una canonada per la qual circula va disminuint per efecte de la fricció amb les parets. Per al càlcul de la pèrdua de càrrega s'empren les anomenades fórmules de Renouard que permeten hayar la caiguda de pressió entre dos punts en terme sde la densitat, el diàmetre de la canonada, el causal i la longitud d'aquesta. Per pressions mitjanes (0,05 bar < P  <5 bar) la fórmula de Renouard corresponent és:

{\displaystyle P_{A}^{2}-P_{B}^{2}=51,5\cdot d_{c}L_{c}{\frac {Q^{1,82}}{D^{4,82}}}}

On:
{\displaystyle D_{c}\,} és la densitat corregida del gas (propà  d  c   = 1,16, butà  d  c   = 1,44).
{\displaystyle L_{c}\,} és la longitud d'un tram recte de conducció en [m].
{\displaystyle Q\,} és el cabal hidràulic a [m³/h].
{\displaystyle D\,} és el diàmetre interior en [mm].
Per a baixes pressions (P <0,05 bar) l'expressió utilitzada és:

{\displaystyle P_{A}-P_{B}=25076\cdot d_{c}L_{c}{\frac {Q^{1,82}}{D^{4,82}}}}